# ECHL
Az ECHL (korábban East Coast Hockey League) egy professzionális jégkorongbajnokság az Amerikai Egyesült Államokban és Kanadában. A liga az észak-amerikai jégkorongbajnokságok rendszerében a harmadik szintet képviseli a National Hockey League és az American Hockey League után. A 2024-25-ös szezonban a ligában 29 csapat szerepelt. A 2024–25-ös szezon rájátszásának győztese a Lions de Trois-Rivières volt.

## Történet
A bajnokság 1988-ban jött létre East Coast Hockey League néven a becsődölt Atlantic Coast Hockey League-ből és az All-American Hockey League-ből kiváló Carolina Thunderbirds, Erie Panthers, Johnstown Chiefs, Knoxville Cherokees és Virginia Lancers 5 csapatából. Az All-American Hockey League az ECHL létrejötte utáni évben megszűnt.
A 2003-04-es szezonban a liga 7 új csapattal bővült, a 2003-ban megszűnő West Coast Hockey League csapatai közül az Alaska Aces, Bakersfield Condors, Fresno Falcons, Idaho Steelheads, Las Vegas Wranglers, Long Beach Ice Dogs and San Diego Gulls csatlakozott, így 31-re nőtt a bajnokságban szereplő csapatok száma. Ezzel a bővítéssel a bajnokság a Nyugat-Egyesült Államok területére is kiterjedt, ezért 2003. május 19-én a bajnokság nevét East Coast Hockey League-ről ECHL-re, hogy a liga neve már ne csak a keleti partra utaljon.
A 2021-22-es szezonban a liga székhelye a New Jersey állambeli Princetonból Shrewsburybe került.
A bajnoksághoz legutoljára csatlakozott csapat a savannah-i székhelyű Savannah Ghost Pirates volt 2022-ben.
2024. április 2-án az ECHL vezetése megszűntette Newfoundland Growlers működését, mert a csapat nem tudta teljesíteni a liga követelményeit, így a ligában szereplő csapatok száma 27-re csökkent.

### A liga vezetői
| Időszak           | Név              |
| ----------------- | ---------------- |
| 1988 - 1996       | Patrick J. Kelly |
| 1996 - 2002       | Richard Adams    |
| 2002 - 2018       | Brian McKenna    |
| 2018 - napjainkig | Ryan Crelin      |

| Szezon    | A ligához csatlakozó csapatok | A ligát elhagyó csapatok | Csapatok száma | Mérkőzések száma | Egyéb változás |
| --------- | --- | --- | -------------- | ---------------- | --- |
| 1988–1989 | Carolina Thunderbirds Erie Panthers Johnstown Chiefs Knoxville Cherokees Virginia Lancers | | 5              | 60               | |
| 1989–1990 | Greensboro Monarchs Nashville Knights Hampton Roads Admirals | | 8              | 60               | A Carolina Thunderbirds neve Winston-Salem Thunderbirds lett |
| 1990–1991 | Cincinnati Cyclones Louisville Icehawks Richmond Renegades | | 11             | 64               | A Virginia Lancers neve Roanoke Valley Rebels lett |
| 1991–1992 | Columbus Chill Dayton Bombers Raleigh Icecaps Toledo Storm | | 15             | 64               | |
| 1992–1993 | Birmingham Bulls | Cincinnati Cyclones (Az International Hockey League-hez csatlakozott) | 15             | 64               | A Winston-Salem Thunderbirds csapata Wheelingbe költözött, ahol Wheeling Thunderbirds lett a csapat neve. A Roanoke Valley Rebels neve Roanoke Valley Rampage lett. |
| 1993–1994 | Charlotte Checkers South Carolina Stingrays Huntington Blizzard Roanoke Express | | 19             | 68               | A Roanoke Valley Rampage Huntsville-be költözött, és Huntsville Blast lett a csapat neve. |
| 1994–1995 | | Louisville IceHawks (megszűnt) | 18             | 68               | A Huntsville Blast Tallahassee-be költözött, és a csapat neve Tallahassee Tiger Sharks lett |
| 1995–1996 | Jacksonville Lizard Kings Louisiana IceGators Mobile Mysticks Louisville RiverFrogs | Greensboro Monarchs (Az American Hockey League-hez csatlakozott) | 21             | 70               | A megszűnt Louisville IceHawks helyett csatlakozott a Jacksonville Lizard Kings |
| 1996–1997 | Peoria Rivermen Mississippi Sea Wolves | | 23             | 70               | Az Erie Panthers Baton Rouge-ba költözött, a csapat neve Baton Rouge Kingfish lett. A Nashville Knights Pensacolába költözött, a csapat neve Pensacola Ice Pilots lett. A Wheeling Thunderbirds neve Wheeling Nailers lett. |
| 1997–1998 | New Orleans Brass Chesapeake Icebreakers | | 25             | 70               | A Knoxville Cherokees Florence-be költözött, a csapat neve Pee Dee Pride lett. |
| 1998–1999 | Florida Everblades Greenville Grrrowl | | 27             | 70               | A Louisville RiverFrogs Miamiba költözött, a csapat neve Miami Matadors lett. A Raleigh Icecaps Augustába költözött, a csapat neve Augusta Lynx lett. |
| 1999–2000 | Arkansas RiverBlades Trenton Titans Greensboro Generals | Miami Matadors Columbus Chill (megszűntek) | 28             | 70               | A Chesapeake Icebreakers eredetileg megszűnt volna, majd Jacksonba költözött, a csapat neve Jackson Bandits lett. |
| 2000–2001 | | Huntington Blizzard Jacksonville Lizard Kings (megszűntek) Hampton Roads Admirals (Az American Hockey League-hez csatlakozott)                                              | 25             | 72               | |
| 2001–2002 | Columbia Inferno Reading Royals Columbus Cottonmouths Cincinnati Cyclones | | 29             | 72               | A megszűnt Hampton Roads Admirals ligajogait vette meg Columbus Cottonmouths, a Columbus Chill licence Reading Royals csapatáé lett, illetve a Miami Matadors jogait a Cincinnati Cyclones vette meg. A Birmingham Bulls Atlantic Citybe költözött, és a csapat neve Atlantic City Boardwalk Bullies lett. A Tallahassee Tiger Sharks Maconbe költözött, és a csapat neve Macon Whoopee lett. |
| 2002–2003 | | New Orleans Brass Mobile Mysticks (megszűnt) | 27             | 72               | A Macon Whoopee Lexingtonba költözött, és a csapat neve Lexington Men O' War lett. |
| 2003–2004 | Anchorage Aces Bakersfield Condors Fresno Falcons Idaho Steelheads Las Vegas Wranglers Long Beach Ice Dogs San Diego Gulls (A megszűnő West Coast Hockey League-ből csatlakoztak) Gwinnett Gladiators Texas Wildcatters | Richmond Renegades Arkansas RiverBlades Jackson Bandits Baton Rouge Kingfish Lexington Men O' War (megszűntek)                                                              | 31             | 72               | A Mobile Mysticks jogait a Gwinett Gladiators kapta meg, a Huntington Blizzard lincencét a Texas Wildcatters kapta meg. |
| 2004–2005 | Victoria Salmon Kings | Greensboro Generals Roanoke Express (megszűntek) Columbus Cottonmouths A Southern Professional Hockey League-hez csatlakozott Cincinnati Cyclones (szüneteltette működését) | 28             | 72               | A Colombus Cottonmouths licencét a bradentoni Gulf Coast Swords kapta volna meg, azonban visszavonták, mert a csapat jégcsarnoka nem készült el. A Baton Rouge Kingfish licencét a Victoria Salmon Kings vette meg. |
| 2005–2006 | Phoenix Roadrunners Utah Grizzlies | Pee Dee Pride Peoria Rivermen Louisiana IceGators (megszűntek) Texas Wildcatters Mississippi Sea Wolves (szüneteltették működésüket)                                        | 25             | 72               | A Pee Dee Pride csapata Myrtle Beach-be költözött volna, amíg a új jégcsarnokuk megépül, azonban ez nem valósult meg. Az Atlantic City Boardwalk Bullies jogait eladták, és Stocktonba költözött, a csapat neve Stockton Thunder lett. Az AHL-ben szereplő Utah Grizzlies megszűnése miatt, a csapat vezetése megvette a Lexington Men O' War jogait, és ugyanazon néven léptek be a ligába.  |
| 2006–2007 | Texas Wildcatters Cincinnati Cyclones (visszatértek) | Greenville Grrrowl (visszavonták a licencét) San Diego Gulls (visszavonta a licencét)                                                                                       | 25             | 72               | |
| 2007–2008 | Mississippi Sea Wolves (visszatért) Elmira Jackals (A United Hockey League | Long Beach Ice Dogs Toledo Storm (megszűntek) | 25             | 72               | A Trenton Titans új neve Trenton Devils lett. |
| 2008–2009 | | Columbia Inferno (szüneteltette működését) Pensacola Ice Pilots (megszüntették)                                                                                             | 23             | 72               | A Texas Wildcatters Ontarióba költözött, a csapat neve Ontario Reign lett. |
| 2009–2010 | | |                |                  | |
| 2010–2011 | | |                |                  | |
| 2011–2012 | | |                |                  | |
| 2012–2013 | | |                |                  | |
| 2013–2014 | | |                |                  | |
| 2014–2015 | | |                |                  | |
| 2015–2016 | | |                |                  | |
| 2016–2017 | | |                |                  | |
| 2017–2018 | | |                |                  | |
| 2018–2019 | | |                |                  | |
| 2019–2020 | | |                |                  | |
| 2020–2021 | | |                |                  | |
| 2021–2022 | | |                |                  | |
| 2022–2023 | Savannah Ghost Pirates | | 28             | 72               | |
| 2023–2024 | | Newfoundland Growlers | 27             |                  | |
| 2024–2025 | Bloomington Bison Tahoe Knight Monsters | |                |                  | |

## Lebonyolítás

### Alapszakasz
Az alapszakaszban 27 csapat vesz részt két konferenciába és négy divízióba rendezve. Mindegyik csapat 72 mérkőzést játszik.

### Rájátszás
A rájátszásba a 16 legtöbb pontot elérő csapat jut be. A csapatok négy nyert meccsig játszanak a sorozaton belül.

## Résztvevők

### Jelenlegi csapatok
| Divízió           | Csapat                   | Város                          | Aréna                              | Alapítva | Csatlakozva | NHL-partner           | AHL-partner                    |
| ----------------- | ------------------------ | ------------------------------ | ---------------------------------- | -------- | ----------- | --------------------- | ------------------------------ |
| Keleti főcsoport  |                          |                                |                                    |          |             |                       |                                |
| Északi            | Adirondack Thunder       | Glens Falls, New York          | Cool Insuring Arena                | 1990     | 1990        | New Jersey Devils     | Utica Comets                   |
| Északi            | Maine Mariners           | Portland, Maine                | Cross Insurance Arena              | 1989     | 2003        | Boston Bruins         | Providence Bruins              |
| Északi            | Norfolk Admirals         | Norfolk, Virginia              | Norfolk Scope                      | 1995     | 2003        | Carolina Hurricanes   | Chicago Wolves                 |
| Északi            | Reading Royals           | Reading, Pennsylvania          | Santander Arena                    | 1991     | 1991        | Philadelphia Flyers   | Lehigh Valley Phantoms         |
| Északi            | Lions de Trois-Rivières  | Trois-Rivières, Québec         | Colisée Vidéotron                  | 2021     | 2021        | Montréal Canadiens    | Laval Rocket                   |
| Északi            | Worcester Railers        | Worcester, Massachusetts       | DCU Center                         | 2017     | 2017        | New York Islanders    | Bridgeport Islanders           |
| Déli              | Atlanta Gladiators       | Duluth, Georgia                | Gas South Arena                    | 1995     | 1995        | Arizona Coyotes       | Tucson Roadrunners             |
| Déli              | Florida Everblades       | Estero, Florida                | Hertz Arena                        | 1998     | 1998        | Florida Panthers      | Charlotte Checkers             |
| Déli              | Greenville Swamp Rabbits | Greenville, Dél-Karolina       | Bon Secours Wellness Arena         | 1987     | 1988        | Los Angeles Kings     | Ontario Reign                  |
| Déli              | Jacksonville Icemen      | Jacksonville, Florida          | VyStar Veterans Memorial Arena     | 1992     | 2012        | New York Rangers      | Hartford Wolf Pack             |
| Déli              | Orlando Solar Bears      | Orlando, Florida               | Amway Center                       | 2012     | 2012        | Tampa Bay Lightning   | Syracuse Crunch                |
| Déli              | Savannah Ghost Pirates   | Savannah, Georgia              | Enmarket Arena                     | 2022     | 2022        | Vegas Golden Knights  | Henderson Silver Knights       |
| Déli              | South Carolina Stingrays | North Charleston, Dél-Karolina | North Charleston Coliseum          | 1993     | 1993        | Washington Capitals   | Hershey Bears                  |
| Nyugati főcsoport |                          |                                |                                    |          |             |                       |                                |
| Központi          | Bloomington Bison        | Bloomington, Illinois          | Grossinger Motors Arena            | 2024     | 2024        |                       |                                |
| Központi          | Cincinnati Cyclones      | Cincinnati, Ohio               | Heritage Bank Center               | 1995     | 1995        | Buffalo Sabres        | Rochester Americans            |
| Központi          | Fort Wayne Komets        | Fort Wayne, Indiana            | Allen County War Memorial Coliseum | 1985     | 2012        | Edmonton Oilers       | Bakersfield Condors            |
| Központi          | Indy Fuel                | Indianapolis, Indiana          | Indiana Farmers Coliseum           | 2014     | 2014        | Chicago Blackhawks    | Rockford IceHogs               |
| Központi          | Iowa Heartlanders        | Coralville, Iowa               | Xtream Arena                       | 2021     | 2021        | Minnesota Wild        | Iowa Wild                      |
| Központi          | Kalamazoo Wings          | Kalamazoo, Michigan            | Wings Event Center                 | 1999     | 2009        | Columbus Blue Jackets | Cleveland Monsters             |
| Központi          | Toledo Walleye           | Toledo, Ohio                   | Huntington Center                  | 1991     | 1991        | Detroit Red Wings     | Grand Rapids Griffins          |
| Központi          | Wheeling Nailers         | Wheeling, Nyugat-Virginia      | WesBanco Arena                     | 1981     | 1988        | Pittsburgh Penguins   | Wilkes-Barre/Scranton Penguins |
| Hegyvidéki        | Allen Americans          | Allen, Texas                   | Credit Union of Texas Event Center | 2009     | 2014        | Ottawa Senators       | Belleville Senators            |
| Hegyvidéki        | Idaho Steelheads         | Boise, Idaho                   | Idaho Central Arena                | 1997     | 2003        | Dallas Stars          | Texas Stars                    |
| Hegyvidéki        | Kansas City Mavericks    | Independence, Missouri         | Cable Dahmer Arena                 | 2009     | 2014        | Seattle Kraken        | Coachella Valley Firebirds     |
| Hegyvidéki        | Rapid City Rush          | Rapid City, Dél-Dakota         | The Monument                       | 2008     | 2014        | Calgary Flames        | Calgary Wranglers              |
| Hegyvidéki        | Tahoe Knight Monsters    | Stateline, Nevada              | Tahoe Blue Event Center            | 2024     | 2024        |                       |                                |
| Hegyvidéki        | Tulsa Oilers             | Tulsa, Oklahoma                | BOK Center                         | 1992     | 2014        | Anaheim Ducks         | San Diego Gulls                |
| Hegyvidéki        | Utah Grizzlies           | West Valley City, Utah         | Maverik Center                     | 1981     | 1988        | Colorado Avalanche    | Colorado Eagles                |
| Hegyvidéki        | Wichita Thunder          | Wichita, Kansas                | Intrust Bank Arena                 | 1992     | 2014        | San Jose Sharks       | San Jose Barracuda             |

### Jövőbeli csapatok
| Csapat                     | Város                      | Aréna                    | Első szezon | NHL-partner         | AHL-partner    |
| -------------------------- | -------------------------- | ------------------------ | ----------- | ------------------- | -------------- |
| Greensboro Gargoyles       | Greensboro, Észak-Karolina | First Horizon Coliseum   | 2025–2026   | Carolina Hurricanes | Chicago Wolves |
| New Mexico Pro Hockey Club | Rio Rancho, Új-Mexikó      | Rio Rancho Events Center | 2026–2027   |                     |                |

### Megszűnt és elköltözött csapatok
| Csapat                | Város                               | Aktív évek |
| --------------------- | ----------------------------------- | ---------- |
| Newfoundland Growlers | St. John’s, Új-Fundland és Labrador | 2018-2024  |

## Bajnokok

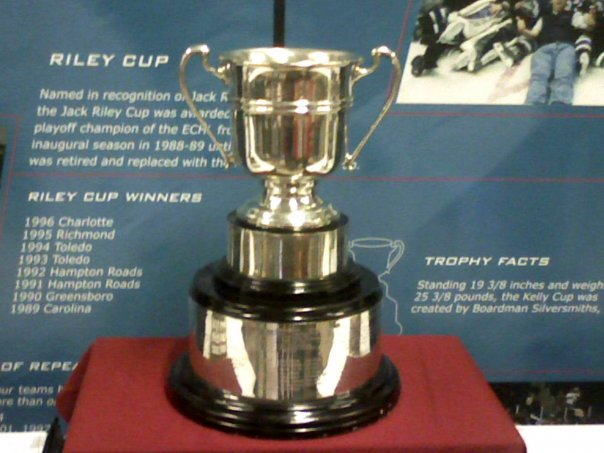
A rájátszássorozat győztesének trófeája, a Kelly-kupa

| Szezon    | Győztes                                     | Döntő végeredménye                          | Döntős                                      |
| --------- | ------------------------------------------- | ------------------------------------------- | ------------------------------------------- |
| 1988–1989 | Carolina Thunderbirds                       | 4–3                                         | Johnstown Chiefs                            |
| 1989–1990 | Greensboro Monarchs                         | 4–1                                         | Winston-Salem Thunderbirds                  |
| 1990–1991 | Hampton Roads Admirals                      | 4–1                                         | Greensboro Monarchs                         |
| 1991–1992 | Hampton Roads Admirals                      | 4–0                                         | Louisville Icehawks                         |
| 1992–1993 | Toledo Storm                                | 4–2                                         | Wheeling Thunderbirds                       |
| 1993–1994 | Toledo Storm                                | 4–1                                         | Raleigh Icecaps                             |
| 1994–1995 | Richmond Renegades                          | 4–1                                         | Greensboro Monarchs                         |
| 1995–1996 | Charlotte Checkers                          | 4–0                                         | Jacksonville Lizard Kings                   |
| 1996–1997 | South Carolina Stingrays                    | 4–1                                         | Louisiana IceGators                         |
| 1997–1998 | Hampton Roads Admirals                      | 4–2                                         | Pensacola Ice Pilots                        |
| 1998–1999 | Mississippi Sea Wolves                      | 4–3                                         | Richmond Renegades                          |
| 1999–2000 | Peoria Rivermen                             | 4–2                                         | Louisiana IceGators                         |
| 2000–2001 | South Carolina Stingrays                    | 4–1                                         | Trenton Titans                              |
| 2001–2002 | Greenville Grrrowl                          | 4–0                                         | Dayton Bombers                              |
| 2002–2003 | Atlantic City Boardwalk Bullies             | 4–1                                         | Columbia Inferno                            |
| 2003–2004 | Idaho Steelheads                            | 4–1                                         | Florida Everblades                          |
| 2004–2005 | Trenton Titans                              | 4–2                                         | Florida Everblades                          |
| 2005–2006 | Alaska Aces                                 | 4–1                                         | Gwinnett Gladiators                         |
| 2006–2007 | Idaho Steelheads                            | 4–1                                         | Dayton Bombers                              |
| 2007–2008 | Cincinnati Cyclones                         | 4–2                                         | Las Vegas Wranglers                         |
| 2008–2009 | South Carolina Stingrays                    | 4–3                                         | Alaska Aces                                 |
| 2009–2010 | Cincinnati Cyclones                         | 4–1                                         | Idaho Steelheads                            |
| 2010–2011 | Alaska Aces                                 | 4–1                                         | Kalamazoo Wings                             |
| 2011–2012 | Florida Everblades                          | 4–1                                         | Las Vegas Wranglers                         |
| 2012–2013 | Reading Royals                              | 4–1                                         | Stockton Thunder                            |
| 2013–2014 | Alaska Aces                                 | 4–2                                         | Cincinnati Cyclones                         |
| 2014–2015 | Allen Americans                             | 4–3                                         | South Carolina Stingrays                    |
| 2015–2016 | Allen Americans                             | 4–2                                         | Wheeling Nailers                            |
| 2016–2017 | Colorado Eagles                             | 4–0                                         | South Carolina Stingrays                    |
| 2017–2018 | Colorado Eagles                             | 4–3                                         | Florida Everblades                          |
| 2018–2019 | Newfoundland Growlers                       | 4–2                                         | Toledo Walleye                              |
| 2019–2020 | A szezont a Covid19-járvány miatt törölték. | A szezont a Covid19-járvány miatt törölték. | A szezont a Covid19-járvány miatt törölték. |
| 2020–2021 | Fort Wayne Komets                           | 3–1                                         | South Carolina Stingrays                    |
| 2021–2022 | Florida Everblades                          | 4–1                                         | Toledo Walleye                              |
| 2022–2023 | Florida Everblades                          | 4–0                                         | Idaho Steelheads                            |
| 2023–2024 | Florida Everblades                          | 4–1                                         | Kansas City Mavericks                       |
| 2024–2025 | Lions de Trois-Rivières                     | 4–1                                         | Toledo Walleye                              |

## Díjak

### Kelly-kupa
A rájátszássorozat győztesének járó kupa, amit Patrick J. Kelly, az ECHL egyik alapítója után lett elnevezve.
| Szezon    | Csapat                                      |
| --------- | ------------------------------------------- |
| 1997–1998 | Hampton Roads Admirals                      |
| 1998–1999 | Mississippi Sea Wolves                      |
| 1999–2000 | Peoria Rivermen                             |
| 2000–2001 | South Carolina Stingrays                    |
| 2001–2002 | Greenville Grrrowl                          |
| 2002–2003 | Atlantic City Boardwalk Bullies             |
| 2003–2004 | Idaho Steelheads                            |
| 2004–2005 | Trenton Titans                              |
| 2005–2006 | Alaska Aces                                 |
| 2006–2007 | Idaho Steelheads                            |
| 2007–2008 | Cincinnati Cyclones                         |
| 2008–2009 | South Carolina Stingrays                    |
| 2009–2010 | Cincinnati Cyclones                         |
| 2010–2011 | Alaska Aces                                 |
| 2011–2012 | Florida Everblades                          |
| 2012–2013 | Reading Royals                              |
| 2013–2014 | Alaska Aces                                 |
| 2014–2015 | Allen Americans                             |
| 2015–2016 | Allen Americans                             |
| 2016–2017 | Colorado Eagles                             |
| 2017–2018 | Colorado Eagles                             |
| 2018–2019 | Newfoundland Growlers                       |
| 2019–2020 | A szezont a Covid19-járvány miatt törölték. |
| 2020–2021 | Fort Wayne Komets                           |
| 2021–2022 | Florida Everblades                          |
| 2022–2023 | Florida Everblades                          |
| 2023–2024 | Florida Everblades                          |
| 2024–2025 | Lions de Trois-Rivières                     |

### Riley-kupa
A rájátszássorozat győztesének járó kupa, Jack Riley után kapta a nevét a kupa. 1989-től 1996-ig lett kiosztva, ezt váltotta a Kelly-kupa.
| Szezon    | Csapat                 |
| --------- | ---------------------- |
| 1988–1989 | Carolina Thunderbirds  |
| 1989–1990 | Greensboro Monarchs    |
| 1990–1991 | Hampton Roads Admirals |
| 1991–1992 | Hampton Roads Admirals |
| 1992–1993 | Toledo Storm           |
| 1993–1994 | Toledo Storm           |
| 1994–1995 | Richmond Renegades     |
| 1995–1996 | Charlotte Checkers     |

### June M. Kelly-díj
A rájátszássorozat legértékesebb játékosának (MVP) járó díj. A díjat Patrick J. Kelly, az ECHL első elnökének a felesége után nevezték el.
| Szezon    | Győztes játékos                             | Csapat                          |
| --------- | ------------------------------------------- | ------------------------------- |
| 1988–1989 | Nick Vitucci                                | Carolina Thunderbirds           |
| 1989–1990 | Wade Flaherty                               | Greensboro Monarchs             |
| 1990–1991 | Dave Flanagan és Dave Gagnon                | Hampton Roads Admirals          |
| 1991–1992 | Mark Bernard                                | Hampton Roads Admirals          |
| 1992–1993 | Rick Judson                                 | Toledo Storm                    |
| 1993–1994 | Dave Gagnon                                 | Toledo Storm                    |
| 1994–1995 | Blaine Moore                                | Richmond Renegades              |
| 1995–1996 | Nick Vitucci                                | Charlotte Checkers              |
| 1996–1997 | Jason Fitzsimmons                           | South Carolina Stingrays        |
| 1997–1998 | Sebastien Charpentier                       | Hampton Roads Admirals          |
| 1998–1999 | Travis Scott                                | Mississippi Sea Wolves          |
| 1999–2000 | J.F. Boutin és Jason Christie               | Peoria Rivermen                 |
| 2000–2001 | Dave Seitz                                  | South Carolina Stingrays        |
| 2001–2002 | Simon Gamache és Tyrone Garner              | Greenville Grrrowl              |
| 2002–2003 | Kevin Colley                                | Atlantic City Boardwalk Bullies |
| 2003–2004 | Dan Ellis                                   | Idaho Steelheads                |
| 2004–2005 | Leon Hayward                                | Trenton Titans                  |
| 2005–2006 | Mike Scott                                  | Alaska Aces                     |
| 2006–2007 | Steve Silverthorn                           | Idaho Steelheads                |
| 2007–2008 | Cedrick Desjardins                          | Cincinnati Cyclones             |
| 2008–2009 | James Reimer                                | South Carolina Stingrays        |
| 2009–2010 | Robert Mayer és Jeremy Smith                | Cincinnati Cyclones             |
| 2010–2011 | Scott Howes                                 | Alaska Aces                     |
| 2011–2012 | John Muse                                   | Florida Everblades              |
| 2012–2013 | Riley Gill                                  | Reading Royals                  |
| 2013–2014 | Rob Madore                                  | Alaska Aces                     |
| 2014–2015 | Greger Hanson                               | Allen Americans                 |
| 2015–2016 | Chad Costello                               | Allen Americans                 |
| 2016–2017 | Matt Register                               | Colorado Eagles                 |
| 2017–2018 | Michael Joly                                | Colorado Eagles                 |
| 2018–2019 | Zach O'Brien                                | Newfoundland Growlers           |
| 2019–2020 | A szezont a Covid19-járvány miatt törölték. |                                 |
| 2020–2021 | Stephen Harper                              | Fort Wayne Komets               |
| 2021–2022 | Cam Johnson                                 | Florida Everblades              |
| 2022–2023 | Cam Johnson                                 | Florida Everblades              |
| 2023–2024 | Oliver Chau                                 | Florida Everblades              |
| 2024–2025 | Luke Cavallin                               | Lions de Trois-Rivières         |

### Brabham-kupa
Az alapszakasz során legtöbb pontot gyűjtő csapatnak járó kupa.
| Szezon    | Győztes                                     |
| --------- | ------------------------------------------- |
| 1988–1989 | Erie Panthers                               |
| 1989–1990 | Winston-Salem Thunderbirds                  |
| 1990–1991 | Knoxville Cherokees                         |
| 1991–1992 | Toledo Storm                                |
| 1992–1993 | Wheeling Thunderbirds                       |
| 1993–1994 | Knoxville Cherokees                         |
| 1994–1995 | Wheeling Thunderbirds                       |
| 1995–1996 | Richmond Renegades                          |
| 1996–1997 | South Carolina Stingrays                    |
| 1997–1998 | Louisiana Ice Gators                        |
| 1998–1999 | Pee Dee Pride                               |
| 1999–2000 | Florida Everblades                          |
| 2000–2001 | Trenton Titans                              |
| 2001–2002 | Louisiana Ice Gators                        |
| 2002–2003 | Toledo Storm                                |
| 2003–2004 | San Diego Gulls                             |
| 2004–2005 | Pensacola Ice Pilots                        |
| 2005–2006 | Alaska Aces                                 |
| 2006–2007 | Las Vegas Wranglers                         |
| 2007–2008 | Cincinnati Cyclones                         |
| 2008–2009 | Florida Everblades                          |
| 2009–2010 | Idaho Steelheads                            |
| 2010–2011 | Alaska Aces                                 |
| 2011–2012 | Alaska Aces                                 |
| 2012–2013 | Alaska Aces                                 |
| 2013–2014 | Alaska Aces                                 |
| 2014–2015 | Toledo Walleye                              |
| 2015–2016 | Missouri Mavericks                          |
| 2016–2017 | Toledo Walleye                              |
| 2017–2018 | Florida Everblades                          |
| 2018–2019 | Cincinnati Cyclones                         |
| 2019–2020 | A szezont a Covid19-járvány miatt törölték. |
| 2020–2021 | Florida Everblades                          |
| 2021–2022 | Toledo Walleye                              |
| 2022–2023 | Idaho Steelheads                            |
| 2023–2024 | Kansas City Mavericks                       |
| 2024–2025 | South Carolina Stingrays                    |

## All-Star Game
| Év   | Jégcsarnok                           | Helyszín                    | Győztes                          | Eredmény                         | Vesztes                          |
| ---- | ------------------------------------ | --------------------------- | -------------------------------- | -------------------------------- | -------------------------------- |
| 1993 | Wheeling Civic Center                | Wheeling, Nyugat-Virginia   | East All-Stars                   | 7–3                              | West All-Stars                   |
| 1994 | Norfolk Scope                        | Norfolk, Virginia           | West All-Stars                   | 7–6                              | East All-Stars                   |
| 1995 | Greensboro Coliseum                  | Greensboro, Észak-Karolina  | West All-Stars                   | 6–5                              | East All-Stars                   |
| 1996 | Tallahassee-Leon County Civic Center | Tallahassee, Florida        | Northern Conference              | 10–7                             | Southern Conference              |
| 1997 | Independence Arena                   | Charlotte, Észak-Karolina   | Charlotte Checkers               | 7–6                              | ECHL All-Stars                   |
| 1998 | Cajundome                            | Lafayette, Louisiana        | Canada All-Stars                 | 11–7                             | USA/World All-Stars              |
| 1999 | Mississippi Coast Coliseum           | Biloxi, Mississippi         | Southern Conference              | 7–4                              | Northern Conference              |
| 2000 | BI-LO Center                         | Greenville, Dél-Karolina    | Northern Conference              | 8–6                              | Southern Conference              |
| 2001 | ALLTEL Arena                         | North Little Rock, Arkansas | Southern Conference              | 9–5                              | Northern Conference              |
| 2002 | Sovereign Bank Arena                 | Trenton, New Jersey         | Southern Conference              | 7–6                              | Northern Conference              |
| 2003 | Germain Arena                        | Estero, Florida             | Northern Conference              | 8–2                              | Southern Conference              |
| 2004 | Carver Arena                         | Peoria, Illinois            | Eastern Conference               | 7–6                              | Western Conference               |
| 2005 | Sovereign Center                     | Reading, Pennsylvania       | National Conference              | 6–2                              | American Conference              |
| 2006 | Save Mart Center                     | Fresno, Kalifornia          | National Conference              | 7–6                              | American Conference              |
| 2007 | Qwest Arena                          | Boise, Idaho                | American Conference              | 6–3                              | National Conference              |
| 2008 | Stockton Arena                       | Stockton, Kalifornia        | National Conference              | 10–7                             | American Conference              |
| 2009 | Sovereign Center                     | Reading, Pennsylvania       | American Conference              | 11–5                             | National Conference              |
| 2010 | Citizens Business Bank Arena         | Ontario, Kalifornia         | National Conference              | 10–9                             | American Conference              |
| 2011 | Rabobank Arena                       | Bakersfield, Kalifornia     | ECHL All Stars                   | 9–3                              | Bakersfield Condors              |
| 2013 | Budweiser Events Center              | Loveland, Colorado          | ECHL All Stars                   | 7–3                              | Colorado Eagles                  |
| 2015 | Amway Center                         | Orlando, Florida            | ECHL All Stars                   | 8–4                              | Orlando Solar Bears              |
| 2017 | Glens Falls Civic Center             | Glens Falls, New York       | ECHL All Stars                   | 8–7                              | Adirondack Thunder               |
| 2018 | Indiana Farmers Coliseum             | Indianapolis, Indiana       | Mountain Division                | 6–5 (b.u.)                       | South Division                   |
| 2019 | Huntington Center                    | Toledo, Ohio                | Eastern Conference               | 2–1 (b.u.)                       | Team Fins                        |
| 2020 | Intrust Bank Arena                   | Wichita, Kansas             | Eastern Conference               | 4–2                              | Western Conference               |
| 2021 | VyStar Veterans Memorial Arena       | Jacksonville, Florida       | A Covid19-pandémia miatt törölve | A Covid19-pandémia miatt törölve | A Covid19-pandémia miatt törölve |
| 2022 | VyStar Veterans Memorial Arena       | Jacksonville, Florida       | ECHL All-Stars                   | 14–7                             | Jacksonville Icemen              |
| 2023 | Norfolk Scope                        | Norfolk, Virginia           | Destroyers                       | 2-0                              | Norfolk Admirals                 |
| 2024 | Enmarket Arena                       | Savannah, Georgia           | ECHL All-Stars                   | 18-11                            | Savannah Ghost Pirates           |

## Nézettség
| Szezon  | Átlagos nézőszám |
| ------- | ---------------- |
| 2021-22 | 3941             |
| 2022-23 | 4602             |
| 2023-24 | 4868             |
| 2024-25 | 4948             |

## ECHL Hall of Fame
| Év   | Név                                                                     |
| ---- | ----------------------------------------------------------------------- |
| 2008 | Henry Brabham Patrick J. Kelly Chris Valicevic Nick Vitucci             |
| 2009 | John Brophy Blake Cullen Tom Nemeth Rod Taylor                          |
| 2010 | Cam Brown E.A. "Bud" Gingher Olaf Kolzig Darryl Noren                   |
| 2011 | Richard Adams Phil Berger Luke Curtin Joe Ernst                         |
| 2012 | Bill Coffey Sheldon Gorski John Marks Dave Seitz Bob Woods              |
| 2013 | David Craievich Marc Magliarditi Steve Poapst Darren Schwartz           |
| 2014 | James Edwards Wes Goldie Al MacIsaac John Spoltore                      |
| 2015 | Darren Colbourne Louis Dumont Scott Sabatino Carl Scheer                |
| 2016 | Daniel Berthiaume Craig Brush Allan Sirois                              |
| 2017 | T. Paul Hendrick Rick Kowalsky Brad Phillips                            |
| 2018 | Steve Chapman Sam Ftorek Jason Saal                                     |
| 2019 | Jim Bermingham Alex Hicks Rick Judson Brian McKenna                     |
| 2020 | Jared Bednar Danny Bousquet Derek Clancey Glen Metropolit               |
| 2022 | Ray Harris Brett Marietti Joel Martin Tim Nowak                         |
| 2023 | Mark Bernard Scott Bertoli Victor Gervais Dana Heinze                   |
| 2024 | Scott Burfoot Brad Dexter Jason Fitzsimmons June M. Kelly Shawn Wheeler |

## Magyar játékosok a bajnokságban
- Hetényi Zoltán: Cincinatti Cyclones (2012–2013);[9] Orlando Solar Bears (2013);[10] Greenville Swamp Rabbits (2018)
- Kóger Dániel: Cincinnati Cyclones (2011); South Carolina Stingrays (2012); Bakersfield Condors (2012–2013); Florida Everblades (2013); Toledo Walleye (2013–2014);[11] Elmira Jackals (2014)[12]
- Garát Zsombor: Worcester Railers (2023–)